# Eine alte Liebe
Eine alte Liebe ist ein deutscher Spielfilm aus dem DEFA-Studio für Spielfilme von Frank Beyer aus dem Jahr 1959.

## Handlung
Frieda und August Walkowiak feiern im Kreis der Familie mit Freunden und Kollegen ihren 30. Hochzeitstag. Mitten in der Feier klingelt das Telefon und der Buchhalter der Landwirtschaftlichen Produktionsgenossenschaft (LPG) gibt Frieda der Vorsitzenden Bescheid, dass die Erntehelfer aus einem Betrieb der nahegelegenen Stadt bereits einen Tag früher eingetroffen sind und in der Gaststätte, wo sie auch mit Speisen und Getränken versorgt werden, schlafen können. Um die Helfer zu begrüßen, fährt Frieda zu ihnen, was zur Verärgerung Gustavs führt. Statt einer schönen Feier gibt es heftigen Streit zwischen den alten Eheleuten. Gustav fordert von Frieda, dass sie vom Vorsitz der LPG zurücktritt.
Am nächsten Tag sind die Erntehelfer gemeinsam mit den LPG-Mitgliedern dabei, mit Hilfe einer Kartoffelvollerntemaschine auf einem großen gemeinsamen Feld die Kartoffeln zu roden. Der durchgehende Arbeitsablauf wird durch einen kleinen Acker unterbrochen, welcher dem Kommunisten Heinrich Rantsch gehört, der aber nicht in die LPG eintreten will. Während der Bodenreform gehörte er, gemeinsam mit seinem Freund August Walkowiak, zu den aktivsten Neubauern und möchte jetzt sein gewonnenes Eigentum nicht abgeben. Da die Maschinen-Traktoren-Station in Kürze die Winterfurche ziehen will und der kleine Acker von Rantsch dabei stört, beschließen die LPG-Mitglieder, die Grenzsteine einfach niederzupflügen. Der Streit zwischen Frieda und August eskaliert weiter und August zieht zu seinem Freund Heinrich, denn selbst die Nachricht, dass in Zukunft eine Agronomin die Vorsitzende unterstützen wird, überzeugt ihn nicht. Die Tochter Helga kommt mit der Situation auch nicht mehr zurecht und zieht zu ihrer Freundin Sabine in die Stadt.
Während der Rede auf einer LPG-Konferenz in der Stadt bekommt Frieda einen Schwächeanfall und bricht zusammen. Im Krankenhaus erfährt sie, dass sie operiert werden muss, was aber nicht an ihrem Schwächeanfall liegt, sondern an den Spätfolgen der Geburt eines ihrer Kinder, vor vielen Jahren, während der Arbeit auf dem Feld. Als August von ihrer Operation hört, fährt er sofort zu ihr und überdenkt sein ganzes Verhalten, welches er nun radikal ändert. Da sich der Aufenthalt im Krankenhaus über längere Zeit hinzieht, vertritt die neue Agronomin Irmgard die Vorsitzende und leitet mit Unterstützung der SED-Mitglieder die LPG. In diesem Zusammenhang wird der Melker wegen Futterdiebstahls aus dem Stall verwiesen, diesen Posten erhält Lothar, ein junger Mann, der sich in Walkowiaks Tochter Helga verliebt hat, die natürlich aus der Stadt zurückkommt. Auch August bekommt wieder Lust in der LPG aktiv mitzuarbeiten und wird Leiter der Feldbaubrigade. 
Heinrich Rantsch setzt wieder neue Grenzpfähle um seinen Acker, die umgehend wieder von seinem Freund August entfernt werden. Dieser überzeugt ihn, nicht mehr länger das rote Schlusslicht bei der Kollektivierung zu sein und in die LPG einzutreten.

## Produktion
Eine alte Liebe wurde unter dem Arbeitstitel Alte Liebe rostet nicht als Schwarzweißfilm gedreht und hatte seine Uraufführung am 4. Oktober 1959 im Berlin-Lichtenberger Kino Volkshaus. Am 11. Dezember 1959 wurde er im  Programm des Deutschen Fernsehfunks gezeigt. Nach dem Ende der Kollektivierungs-Kampagne 1960 wurde der Film aus den DDR-Kinos genommen.
Die Dramaturgie lag in den Händen von Gerhard Hartwig. 

## Kritik
Die Berliner Zeitung hob besonders Gisela Mays Bäuerin Frieda Walkowiak hervor, die in ihrer ungemachten Schlichtheit, ihrem tatkräftigen Ernst und ihrer gütigen Herzenswärme eine der feinsten Frauengestalten, die man bis dahin in DEFA-Filmen sah, darstellte.
Im Lexikon des internationalen Films steht, dass es sich um einen gut gespielten Problemfilm handelt, der jedoch thematisch wie dramaturgisch den gesellschaftlichen Zielvorstellungen seiner Entstehungszeit verhaftet ist.

## Veröffentlichung
Im Juni 2024 erschien Eine alte Liebe in der DVD-Edition Frank Beyer – Alle DEFA-Spielfilme 1957–1991 in der Edition Filmjuwelen erstmals auf DVD.